# کوشیرو سومی
کوشیرو سومی (ژاپنی: 角 昂志郎؛ زادهٔ ۱۳ اوت ۲۰۰۲) یک بازیکن فوتبال اهل ژاپن است.
از باشگاه‌هایی که در آن بازی کرده‌است می‌توان به باشگاه فوتبال توکیو اشاره کرد.